# TVNoticias
TVNoticias fue un noticiero chileno transmitido en el canal público Televisión Nacional de Chile entre el 4 de abril de 1988 y el 2 de mayo de 1989, durante la dictadura militar de Augusto Pinochet.
Este informativo comenzó el lunes 4 de abril de 1988, reemplazando al desaparecido Sesenta minutos, cuyos presentadores del noticiero central de dicho día fueron César Antonio Santis, quien regresó desde Canal 13, después de presentar Teletrece durante casi 12 años; no obstante, Santis también presentó Porque hoy es sábado, en un intento de destronar a Don Francisco y Sábados Gigantes y Juan Guillermo Vivado. También asumió la conducción, el locutor y periodista Benjamín Palacios, hermano del también periodista y locutor Eduardo Palacios, exconductor del noticiero Meganoticias de Mega y actual locutor de El Conquistador FM.
TVNoticias terminó el 2 de mayo de 1989, para dar paso a un nuevo informativo central llamado Noticias, estrenado ese mismo día.

## Presentadores
- César Antonio Santis (edición central, lunes, martes, miércoles y jueves)
- Juan Guillermo Vivado (edición central, lunes, martes, miércoles y viernes y fines de semana por medio)
- Pamela Hodar (edición uno, de lunes a viernes)
- Eduardo Cruz Johnson (edición uno, lunes a viernes; edición dos, jueves y viernes)
- Benjamín Palacios Urzúa (edición dos, lunes, martes y miércoles; edición central, jueves, fines de semana por medio y días festivos)

## Comentaristas
- Pedro Carcuro (deportes)
- Sergio Livingstone (deportes)
- Blanca Arthur (actualidad política)
- Ignacio Pérez Walker (actualidad política)
- Luis Larraín Arroyo (economía)
- Darío Rojas Rojas (internacional)
- Francisca Alessandri (internacional)
- Yolanda Montecinos (espectáculos)
- María Romero (cine)
- Mariano Silva (cine)

## Logotipo
Durante su fugaz duración, este informativo tuvo un solo logotipo, que consistía en la palabra TVN (en cursiva), enmarcada en una línea horizontal tricolor.

## Estudio
El que se utilizó para la edición central consistía en un fondo donde aparecían monitores de televisión.
En las ediciones Uno y Dos consistía en un fondo de color gris el cual en el costado izquierdo del fondo aparecía el logo de TVNoticias que era TVN en cursiva.